# Parafia Zmartwychwstania Pańskiego w Kiełkowie
Parafia Zmartwychwstania Pańskiego w Kiełkowie – parafia rzymskokatolicka, znajdująca się w diecezji tarnowskiej, w dekanacie Mielec Południe.